# 岐須美美命
岐須美美命（きすみみのみこと）は、日本神話に登場する人物・男神で、初代天皇神武天皇の子である。『古事記』中巻に登場し、『日本書紀』には登場しない。また、『古事記』でも事績に関する記載はなく、子孫に関する記載もない。

## 記紀での言及
『古事記』中巻の「神武記」には次のような一文がある。
| 故、坐日向時、娶阿多之小椅君妹・名阿比良比売生子、多芸志美美命、次岐須美美命、二柱坐也。 |
| （大意）（神武天皇が）「日向」（ヒムカ）にいた頃、「阿多」（アタ）の「小椅君」の妹で名を阿比良比売（アヒラヒメ）を娶り、生まれた子が、多芸志美美命（タギシミミノミコト）、岐須美美命（キスミミノミコト）の2柱である。 |

一方『日本書紀』巻三「神武天皇紀」には、大筋で同じ内容となる次のような一文がある。しかしこちらには子の名前は「タギシミミ」のみ記されていて、岐須美美命に相当する人物の言及がない。
| 長而娶日向国吾田邑吾平津媛、為妃、生手研耳命。 |
| （大意）（神武天皇は）長じて「日向（ヒムカ）国」の「吾田（アタ）邑」の吾平津媛（アヒラツヒメ）を娶って妻とし、手研耳命（タギシミミノミコト）が生まれた。 |

このほか『先代旧事本紀』巻六「皇孫本紀」には神武天皇と吾平津媛の2人の子として「手研耳命」と「研耳命」（キシミミノミコト）の名が登場する。が、巻七「天皇本紀」には登場しない。

### 諸説
記紀の神武東征に関する伝承は出発地を「日向（ヒムカ）」としている。これを日向国（現在の宮崎県に相当）とみて、岐須美美命にまつわる地名も南九州のものと解釈する説がある。たとえば母親の名である「アヒラ（阿比良・吾平津）」を大隅国（現在の鹿児島県東部）姶羅郡（あいらのこおり）や日向国南部の油津（あぶらつ）（現在の宮崎県日南市）と関連付ける説がある。同様に出身地とみられる「アタ（阿多・吾田）」を薩摩国（鹿児島県西部）阿多郡や日向国南部の吾田（あがた）（現在の宮崎県日南市）に通ずるとみる説がある。
『日本書紀』第二「神代下」には、日向神話に登場する火闌降命が「吾田君小橋等之本祖」とあり、「吾田君小橋」と『古事記』の「阿多之小椅君」を同一視するならば、岐須美美命の母親（アヒラヒメ・アヒラツヒメ）は九州にルーツがあるということになる。「小椅・小橋」を地名とみる説もある。
『日本書紀』にはタギシミミ1人の名があり、キスミミの名は『古事記』にあるのみで事績についての記載はなく、子孫の記載もない。『先代旧事本紀』においても同様である。『風土記』・『万葉集』・『新撰姓氏録』にも登場しない。江戸時代の国学者本居宣長は『古事記伝』にて、本来は多芸志美美命（タギシミミノミコト）の「多」の文字の脱漏により伝わった異称で、1人の人物を指していたのに2兄弟と誤認されて伝わったとの推察を示した。また、『先代旧事本紀』巻六「皇孫本紀」では「研耳命」の名を記す一方で、巻七「天皇本紀」では「研耳命」は登場せず、「神武天皇子四処」（手研耳命・神八井耳命・神渟名川耳尊・彦八井耳命）としている。

### 兄のその後
神武天皇はのちに東方へ遠征し（神武東征）、橿原宮で初代天皇として即位する。このとき正妃としてヒメタタライスズヒメ（『古事記』ではヒメタタライスケヨリヒメ）を迎えて皇后とし、子を産ませた。これにより、アヒラヒメ（アヒラツヒメ）が産んだタギシミミとキスミミは庶子の立場となった。神武天皇が崩御すると、庶長子であるタギシミミはヒメタタライスズヒメが産んだ異母弟たちの殺害を目論むが事前に露呈し、逆に討たれた（タギシミミの反逆）。こののち、ヒメタタライスズヒメが産んだ末弟の神渟名川耳尊が2代天皇綏靖天皇として即位する。